# Internationaux de Strasbourg 2012
Internationaux de Strasbourg 2012 — професійний тенісний турнір, що проходив на кортах з ґрунтовим покриттям. Це був 26-й за ліком турнір. Належав до Туру WTA 2012. Відбувся в Страсбургу (Франція). Тривав з 19 до 26 травня 2012 року.

## Учасниці основної сітки в одиночному розряді

### Сіяні учасниці
| Країна        | Гравчиня                | Рейтинг1 | Сіяна |
| ------------- | ----------------------- | -------- | ----- |
| Німеччина     | Сабіне Лісіцкі          | 13       | 1     |
| Італія        | Франческа Ск'явоне      | 14       | 2     |
| Росія         | Марія Кириленко         | 16       | 3     |
| Іспанія       | Анабель Медіна Гаррігес | 31       | 4     |
| Німеччина     | Мона Бартель            | 32       | 5     |
| Нова Зеландія | Марина Еракович         | 40       | 6     |
| Чехія         | Клара Закопалова        | 42       | 7     |
| Австрія       | Таміра Пашек            | 52       | 8     |
| Канада        | Александра Возняк       | 53       | 9     |

- Рейтинг подано станом на 14 травня 2012

### Інші учасниці
Нижче наведено учасниць, які отримали вайлдкард на участь в основній сітці:
- Алізе Корне
- Сабіне Лісіцкі
- Віржіні Раззано

Нижче наведено гравчинь, які пробились в основну сітку через стадію кваліфікації:
- Лорен Девіс
- Мір'яна Лучич-Бароні
- Олександра Панова
- Анастасія Севастова

Такі тенісистки потрапили в основну сітку як щасливі лузери:
- Марія Хосе Мартінес Санчес
- Менді Мінелла

### Відмовились від участі
- Флавія Пеннетта (травма зап'ястка)
- Клара Закопалова (нудота)
- Олена Весніна (травма правого зап'ястка)

### Знялись
- Марія Кириленко (травма правого гомілковостопного суглоба)
- Анастасія Севастова (травма поперекового відділу хребта)

## Учасниці основної сітки в парному розряді

### Сіяні пари
| Країна     | Гравчиня        | Країна            | Гравчиня            | Рейтинг1 | Сіяна |
| ---------- | --------------- | ----------------- | ------------------- | -------- | ----- |
| ПАР        | Наталі Грандін  | Чехія             | Владіміра Угліржова | 43       | 1     |
| Білорусь   | Ольга Говорцова | Польща            | Клаудія Янс-Ігначик | 106      | 2     |
| Люксембург | Менді Мінелла   | Франція           | Полін Пармантьє     | 171      | 3     |
| Угорщина   | Тімеа Бабош     | Китайський Тайбей | Сє Шувей            | 172      | 4     |

- 1 Рейтинг подано станом на 14 травня 2012

### Знялись
- Альберта Бріанті (травма лівої литки)

## Переможниці та фіналістки

### Одиночний розряд
- Франческа Ск'явоне —  Алізе Корне, 6–4, 6–4

### Парний розряд
- Ольга Говорцова /  Клаудія Янс-Ігначик —  Наталі Грандін /  Владіміра Угліржова, 6–7(4–7), 6–3, [10–3]